# NIS (motorfiets)
NIS is een historisch merk van motorfietsen.
De bedrijfsnaam was: Fahrzeugfabrik Schönfeld & Schwarz, Nürnberg.
Dit was een Duits merk dat een zeer klein aantal motorfietsen met 293cc-JAP-zijklepmotoren bouwde. De productie begon in 1925, maar eindigde al binnen een jaar.